# Képviselőház (Hollandia)
A holland képviselőház (hollandul Tweede Kamer der Staten-Generaal, azaz a holland parlament második kamarája, vagy egyszerűen Tweede Kamer második kamara) a holland parlament (Staten-Generaal) alsóháza. A felsőház a Szenátus. A képviselőház 150 fős. Tagjait pártlistás arányos választásokon jelölik ki. 
A képviselőház Hágában ülésezik, a Binnenhofban.

## Neve
Bár képviselőháznak nevezzük, ez nem a holland név tükörfordítása. A hollandok második kamarának (Tweede Kamer), vagy röviden kamarának (Kamer) nevezik. Tagjait sem képviselőként (afgevaardigden) emlegetik, hanem Tweede Kamerlid néven (azaz "a második kamara tagja").

## Feladatai

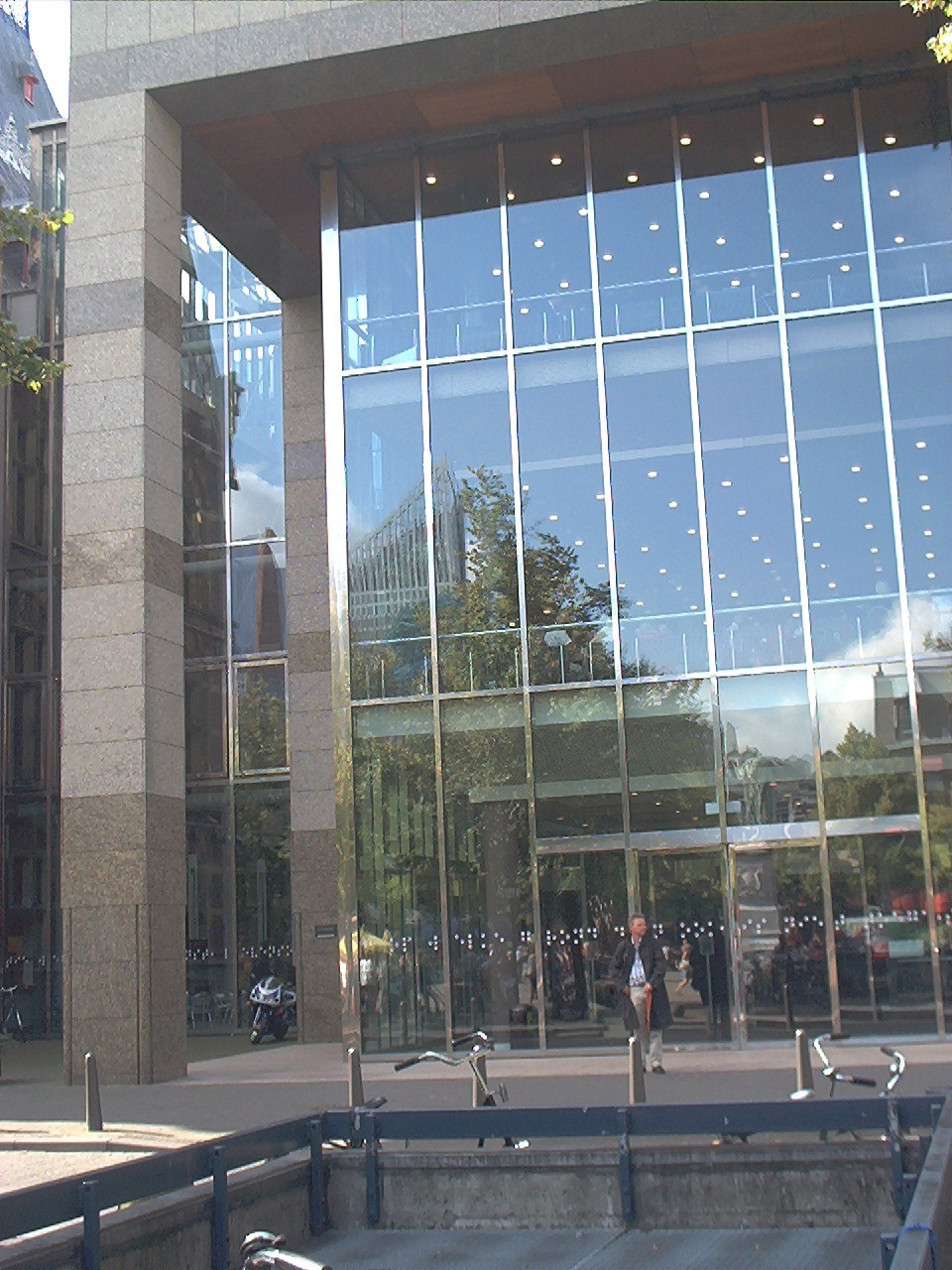
A képviselőház épülete kívülről

A képviselőház a parlament fő háza. Itt vitatják meg a törvényjavaslatokat és a holland kormány tevékenységét. A kormánynak és a háznak is joga van törvényjavaslatot előterjeszteni. A ház elfogadta törvényjavaslatokat a Szenátusnak továbbítják. A kormányt formális kikérdezésekkel ellenőrzik, amelyek eredményeképpen határozat születhet, hogy a kormány tegyen, vagy ne tegyen meg valamit. Senki nem lehet egyszerre képviselőházi tag és kormánytag, kivéve a választások után működő ügyvezető kormányt, amelynek még nincs kinevezett utódja.
A képviselőház választja ki első körben Hollandia Legfelsőbb Bírósága tagjelöltjeit. Minden megüresedett pozícióra három személyt javasol a kormánynak. A képviselőház választja az ombudsmant és helyetteseit.

## Megválasztása
A megválasztott képviselőház mandátuma rendesen négy év, és utána választások jönnek. Egyéb ok lehet képviselőházi választások kiírására, ha a kormány elveszti a parlament bizalmát, szétszakad a kormányzó koalíció, vagy nincs mód kormányképes koalíció alakítására.

### Pártlisták
A választás előtt legkésőbb 14 nappal meg kell nevezni az adott párt jelöltjeit tartalmazó listákat a választási cédulákon. Minden jelölt számozott a listán és legfelül van a párt listavezetője (lijsttrekker). A listavezetőt az adott párt szavazza meg, aki a választási kampány vezetéséért is felel. Ezek a listavezetők a legtöbb esetben az adott párt elnökei illetve miniszterelnök-jelöltjei. 1973 és 2017 között életben levő választási törvénynek megfelelően több párt is indulhatott közös listán, hogy esélyeiket növeljék a választáson, ez volt a vegyes lista (lijstencombinatie). 

### Mandátumok kiosztása
A választási rendszer értelmében az a párt kaphat mandátumot, amely legalább annyi szavazatot megszerzett, hogy 1 mandátumot kapjon az összesen kiosztható 150 mandátumból. Nincsen bejutási küszöb a Képviselőházban az egyéniben induló pártok esetében, a közös listán induló pártoknak minimum 2%-ot kell elérni, ami a legalacsonyabb bejutási küszöb a világon.

## Külső hivatkozások
- Hivatalos weboldal
- Official site
- Virtual tour of the houses of parliament
- Seat allocation in the House of Representatives. Click the diagram on the left to see names and photos of all representatives per section.
- Official site for archives since 1995

## Fordítás
- Ez a szócikk részben vagy egészben  a   House of Representatives (Netherlands) című angol Wikipédia-szócikk ezen változatának fordításán alapul.  Az eredeti cikk szerkesztőit annak laptörténete sorolja fel. Ez a jelzés csupán a megfogalmazás eredetét és a szerzői jogokat jelzi, nem szolgál a cikkben szereplő információk forrásmegjelöléseként.